# 이세인
이세인 (李世仁, 1980년 6월 16일 ~ )은 대한민국의 축구선수이다.

## 선수 경력
이세인은 2005년에 대전 시티즌에 입단하면서 프로 선수로서의 경력을 시작하였다. 대전에서 세 시즌 동안 보낸 뒤 부산 아이파크에서의 한 시즌을 거쳐 2009년에 강원 FC로 이적하였다. 그는 2009년 5월 13일에 열린 대한민국 FA컵 32강전 인천 코레일과의 경기에서 2골을 넣으며 프로 1, 2호 골을 기록하였다.

## 클럽 통계
2009년 11월 1일 기준
| 클럽     | 클럽          | 클럽     | 리그 | 리그 | 컵            | 컵            | 리그컵 | 리그컵 | 총계 | 총계 |
| 시즌     | 클럽          | 리그     | 출장 | 득점 | 출장          | 득점          | 출장   | 득점   | 출장 | 득점 |
| 대한민국 | 대한민국      | 대한민국 | 리그 | 리그 | 대한민국 FA컵 | 대한민국 FA컵 | 리그컵 | 리그컵 | 합계 | 합계 |
| -------- | ------------- | -------- | ---- | ---- | ------------- | ------------- | ------ | ------ | ---- | ---- |
| 2005     | 대전 시티즌   | K-리그   | 2    | 0    | 1             | 0             | 1      | 0      | 4    | 0    |
| 2006     | 대전 시티즌   | K-리그   | 5    | 0    | 1             | 0             | 5      | 0      | 11   | 0    |
| 2007     | 대전 시티즌   | K-리그   | 6    | 0    | 1             | 0             | 2      | 0      | 9    | 0    |
| 2008     | 부산 아이파크 | K-리그   | 3    | 0    | 1             | 0             | 2      | 0      | 6    | 0    |
| 2009     | 강원 FC       | K-리그   | 7    | 1    | 1             | 2             | 3      | 0      | 11   | 3    |
| 총 계    | 총 계         | 총 계    | 23   | 1    | 5             | 2             | 13     | 0      | 41   | 3    |